# Chapelle de Lannégant
La chapelle de Lannégant est un édifice situé à Lanrivain, en France.

## Localisation
La chapelle est située sur le territoire de la commune de Lanrivain, dans le département  des Côtes-d'Armor, en région Bretagne.

## Description
L'édifice comprend une nef avec une chapelle latérale au sud séparée de la nef par deux arcades. Le chevet plat est percé d'une fenêtre du XIVe siècle. Sur la façade sud, fenêtres avec gâbles identiques à ceux de Magoar et fenestrages à fleurs de lys. Le clocher-mur présente des singes à l'amortissement du pignon. Porte Renaissance. Le clocheton sur pignon possède un escalier circulaire couvert d'un dôme.

## Historique
Fondation des seigneurs de Golédic. Contemporaine en partie de l'église de Magoar, la chapelle a certainement été rebâtie par le même atelier. Vendue en 1810 comme bien national, la chapelle est aujourd'hui ruinée. 
La chapelle est classée au titre des monuments historiques par arrêté du 18 août 1955.

## Galerie

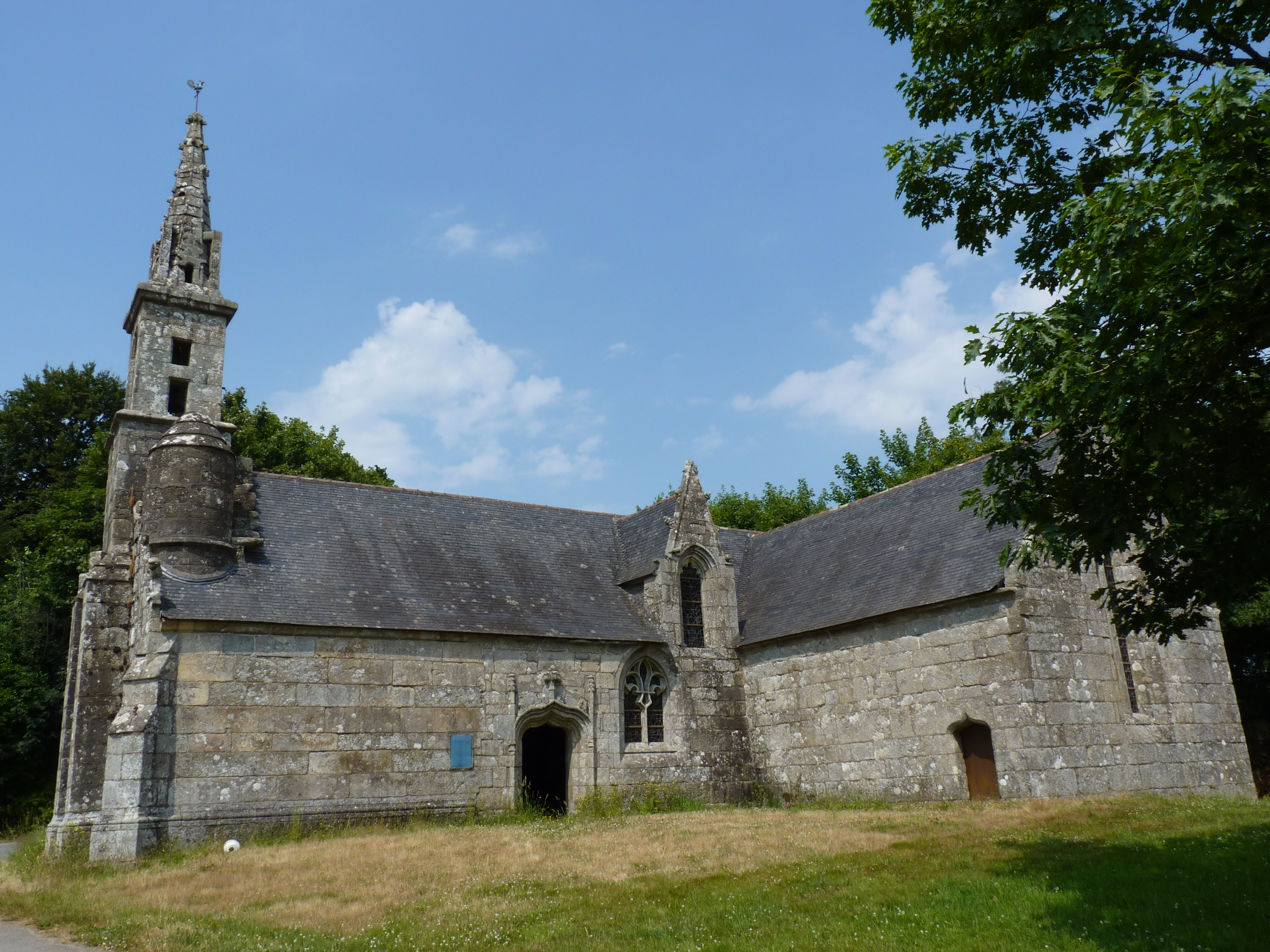